# الکساندرا ریپلی

الکساندرا ریپلی (انگلیسی: Alexandra Ripley زاده ۸ ژانویه ۱۹۳۴ - درگذشته ۱۰ ژانویه ۲۰۰۴) نویسنده آمریکایی بود که به‌خاطر نوشتن رمان «اسکارلت» در سال ۱۹۹۱ به شهرت رسید. این کتاب ادامه رمان مشهور «بر باد رفته» نوشته مارگارت میچل می‌باشد. اسکارلت توسط پرتو اشراق به فارسی برگردانده شده است.